# فوندانت
فوندانت (به انگلیسی: Fondant)، نوعی خمیر قنادی کاملاً سپید رنگ است. این نوع خمیر بیشتر برای پوشش کیک بکار برده می‌شود. در برخی از کشورها مانند انگلستان فوندانت، خمیر شکر (به انگلیسی: Sugar paste) نامیده می‌شود.
آیسینگ فوندانت
در بسیاری از موارد منظور از فوندانت، آیسینگ فوندانت (fondant icing) است. آیسینگ به تزیینات خوراکی روی کیک و شیرینی گفته می‌شود که برای شکل‌دادن یا مجسمه‌سازی از آن استفاد می‌شود. آیسینگ فوندانت از آب، قند، گلیسرول و شکر ساخته می‌شود و بافت آن با سایر آیسینگ‌ها متفاوت است.

## انواع فوندانت
فوندانت را از لحاظ ظاهر می‌توان به سه دسته تقسیم کرد:
- فوندانت روان که مانند کرم است و از ترکیب آب، شکر، ژلاتین و گلیسیرین ساخته می‌شود.
- فوندانت خمیری که به همان آیسینگ فوندانت نیز شناخته می‌شود و عموماً منظور از کاربرد عبارت فوندانت همین نوع است.
- فوندانت مجسمه‌سازی مشابه فوندانت خمیری است ولی سخت‌تر است و برای مجسمه‌سازی کاربرد دارد.

## فرایند تولید فوندانت
تولید فوندانت با فوق اشباع کردن آب با شکر صورت می‌گیرد. پس از اشباع شکر در آب گرم، با سرد شدن آب، شکر شروع به تبلور یا کریستاله شدن می‌کند. اگر محلول بدون حرکت بماند تا سرد شود و سپس به شدن همزده شود، فوندانت تولید می‌شود.

## ارزش غذایی
ارزش غذایی فوندانت بواسطه قند موجود در آن، ۳۷۳ کالری در هر ۱۰۰ گرم است و ارزش غذایی دیگری ندارد.

### مزایا و مضرات فوندانت
از آنجا که بیشتر فوندانت از شکر درست می‌شود، ویژگی‌های بهداشتی فوندانت بسیار شبیه شکر است.

## مسابقه سازندگان کیک فوندانت ایران
اولین مسابقه سازندگان و طراحان کیک فوندانت ایران صبح دوشنبه ۲ بهمن ۱۳۹۶ در هتل المپیک تهران برگزار شد. این مسابقات به همت نشریه اتحادیه قنادان تهران و آموزشگاه اتحادیه قنادان تهران و با حمایت اتحادیه صنف دارندگان قنادی، شیرینی فروشی و کافه قنادی تهران برگزار شد.